# ブランカ・パウルー

ブランカ・パウルー（Blanka Paulů、1954年3月31日 - ）は、チェコ共和国フラデツ・クラーロヴェー州Vrchlabí出身の元クロスカントリースキー選手。1970年代から1980年代にかけてチェコスロバキア代表として国際大会で活躍した。

## プロフィール
1974年ノルディックスキー世界選手権に19歳で出場、5kmで銀メダル、4×5kmリレーで銅メダルを獲得、10kmでも4位と大活躍を見せた。
その後も国際大会で永く活躍したが、入賞にはやや及ばない成績にとどまった。1976年インスブルックオリンピックでは5km10位、10km17位、リレー6位。1978年ノルディックスキー世界選手権5km13位、10km10位、20km20位、リレー6位、1980年レークプラシッドオリンピックでは5km30位、10km29位、リレー4位、1982年ノルディックスキー世界選手権20km16位。
クロスカントリースキー・ワールドカップでは1981-1982シーズンと1982-1983シーズンに各1勝、1982-1983シーズンには総合4位となった。
1984年サラエボオリンピックではダグマル・シュヴボヴァ、ガブリエラ・スヴォボドヴァ、クヴェトスラヴァ・イェリオヴァとともにリレーで銀メダルを獲得、20km4位入賞、5kmと10kmではともに13位と活躍した。
1985年のシーズン終了後現役を退いた。